# Alexander Schlager
Alexander Schlager (Salzburgo, Austria, 1 de febrero de 1996) es un futbolista austriaco que juega de portero en el Red Bull Salzburgo de la Bundesliga de Austria.

## Selección nacional
Schlager es internacional con la selección de fútbol de Austria, con la que debutó el 16 de noviembre de 2019 frente a la selección de fútbol de Macedonia del Norte en un partido de clasificación para la Eurocopa 2020.

## Clubes
| Club                       | País     | Año       |
| -------------------------- | -------- | --------- |
| F. C. Liefering            | Austria  | 2013-2017 |
| RB Leipzig sub-19 (cedido) | Alemania | 2014-2015 |
| SV Grödig (cedido)         | Austria  | 2015-2016 |
| Floridsdorfer AC (cedido)  | Austria  | 2016-2017 |
| LASK Linz                  | Austria  | 2017-2023 |
| Red Bull Salzburgo         | Austria  | 2023-     |